# Leptochiton arcticus
Leptochiton arcticus är en blötdjursart som först beskrevs av Georg Ossian Sars 1878.  Leptochiton arcticus ingår i släktet Leptochiton och familjen Leptochitonidae. Inga underarter finns listade i Catalogue of Life.